# Chawan

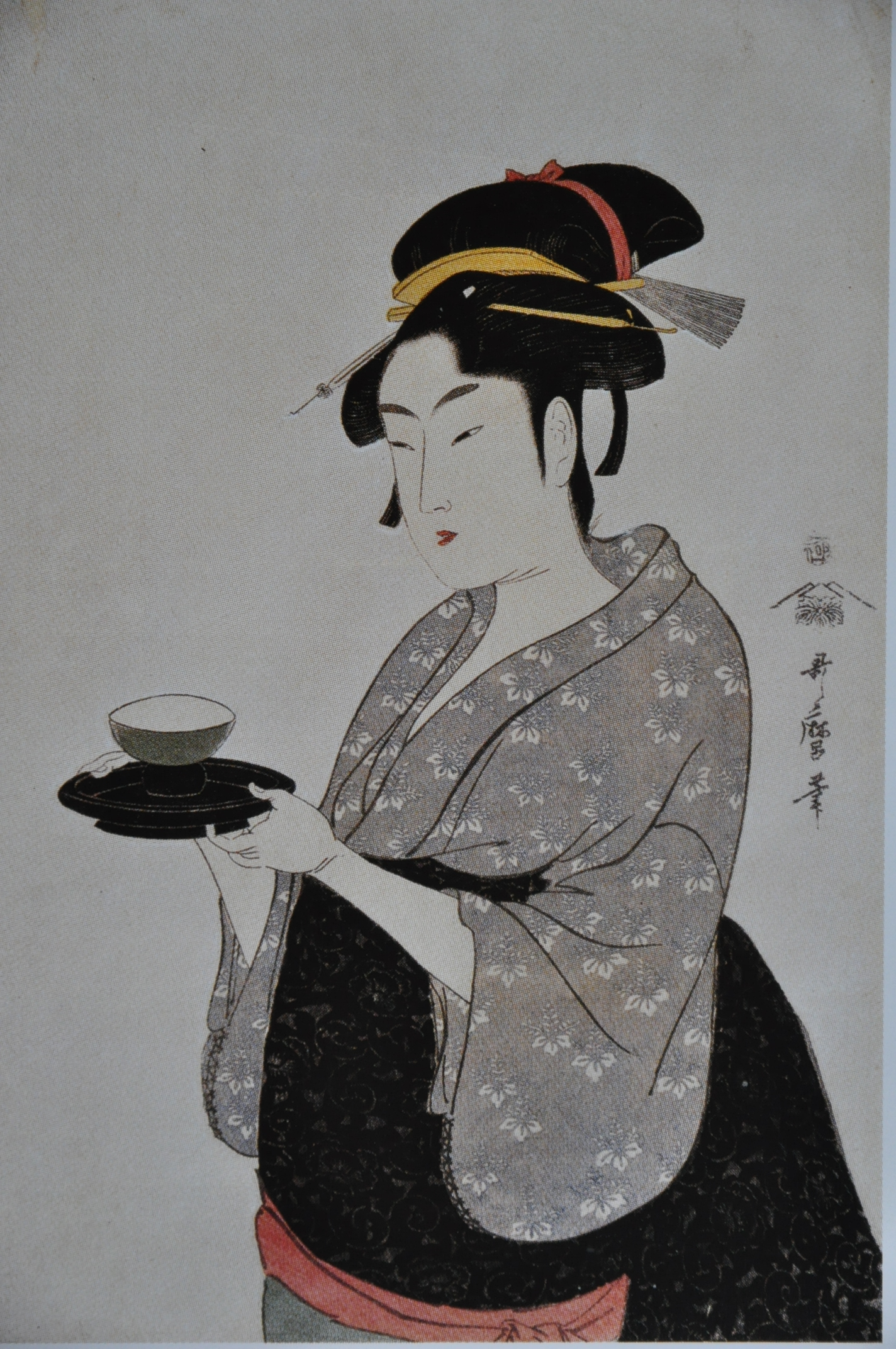
Utamaro Kitagawa (1753-1806), Portret kelnerki o imieniu Okita (1793)

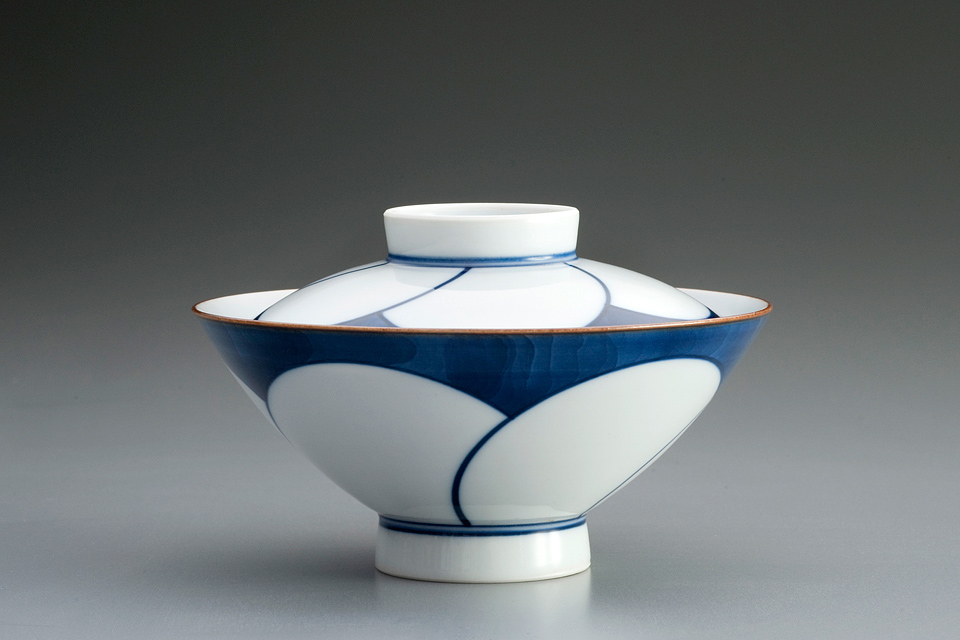
Meshi-chawan

Chawan (jap. 茶碗, 茶わん; chawan, miseczka, czarka, czarka do zielonej herbaty) – ogólna nazwa naczyń używanych w Japonii do przygotowywania i picia herbaty, jedzenia ryżu i innych potraw. 

## Opis
Chawan pierwotnie oznaczał ceramiczną miseczkę przeznaczoną do picia herbaty. Wraz z rozpowszechnieniem się zwyczaju picia herbaty słowem chawan zaczęto określać czarki i miseczki używane także do innych celów. W okresie Edo (1603–1868) zaczęto używać nieszkliwionych ceramicznych, drewnianych i porcelanowych misek, w wyniku czego powstały słowa meshi-jawan (meshi-chawan, miska na ryż z pokrywką), sencha-wan (miska na zieloną herbatę), także yunomi, yunomi-jawan (czarka do picia gorącej wody). Obecnie o-chawan oznacza zwykle meshi-jawan. Miska na ryż jest nazywana gohan-jawan, chawan, meshi-wan
Podczas ceremonii herbacianych (chanoyu, cha-no-yu; dosł. „wrzątek na herbatę”) używa się różnych typów chawan w zależności od pory roku lub tematu, jak np.: seiji-chawan (porcelana seledynowa), hakuji-chawan (porcelana biała), shino-chawan (popularna w drugiej połowie XVI w., biała glazura nakładana na miękką glinę), raku-chawan (ręcznie formowana z gliny).

## Historia
Najwcześniejsze formy ceramiki, nieszkliwionej i wypalanej w dużych ogniskach, w Japonii znaleziono około 10 tys. lat temu w okresie Jōmon (12 000 p.n.e. do 300 p.n.e.; jōmon oznacza „ornament sznurowy”), kiedy większość mieszkańców była myśliwymi i zbieraczami. Dopiero w okresie Kofun (250–358 lub 300–562 n.e.) techniki wypalania były dalej rozwijane i stosowano kryte piece
Wczesna ceramika kamionkowa była wypalana w wyższych temperaturach i dawała naczynia, które nie były porowate. Ceramiczna natomiast była wypalana w niższych temperaturach, ale zazwyczaj była porowata.
Na początku XVII wieku w mieście Arita odkryto kaolin, rodzaj gliny potrzebny do produkcji porcelany. W porównaniu z wcześniejszą ceramiką pozwalało to na wytwarzanie mocniejszych i trwalszych, a jednocześnie cieńszych naczyń.
Pierwsze czarki dotarły do Japonii z Chin w wiekach XIII-XVI. Chińska miska do herbaty znana pod nazwą tenmoku-chawan (zob. Ceramika Jian), była preferowanym naczyniem w japońskich ceremoniach herbacianych aż do XVI wieku. Ta odmiana była też najczęściej używaną na co dzień aż do XV wieku. Japoński termin tenmoku pochodzi od nazwy góry Tianmu w Chinach (Tiānmù Shān, jap. Tenmoku-zan, zachodni szczyt 1506 m, wschodni – 1480 m), gdzie w miejscowych świątyniach japońscy mnisi nabywali takie naczynia i przywozili je do Japonii.
Pod koniec okresu Kamakura (1185–1333), kiedy to zwyczaj picia herbaty rozprzestrzenił się po całej Japonii, a tenmoku-chawan stał się obiektem pożądania wszystkich warstw społecznych, Japończycy zaczęli tworzyć własne tego typu naczynia w Seto (dzisiejsza prefektura Aichi). Pomimo że tenmoku-chawan wywodził się od chińskiego oryginału o różnych kolorach, kształtach i wzorach, Japończycy szczególnie upodobali sobie miski o stożkowym kształcie, i to one stanowiły zdecydowaną większość naczyń wykonywanych w Seto.

## Galeria

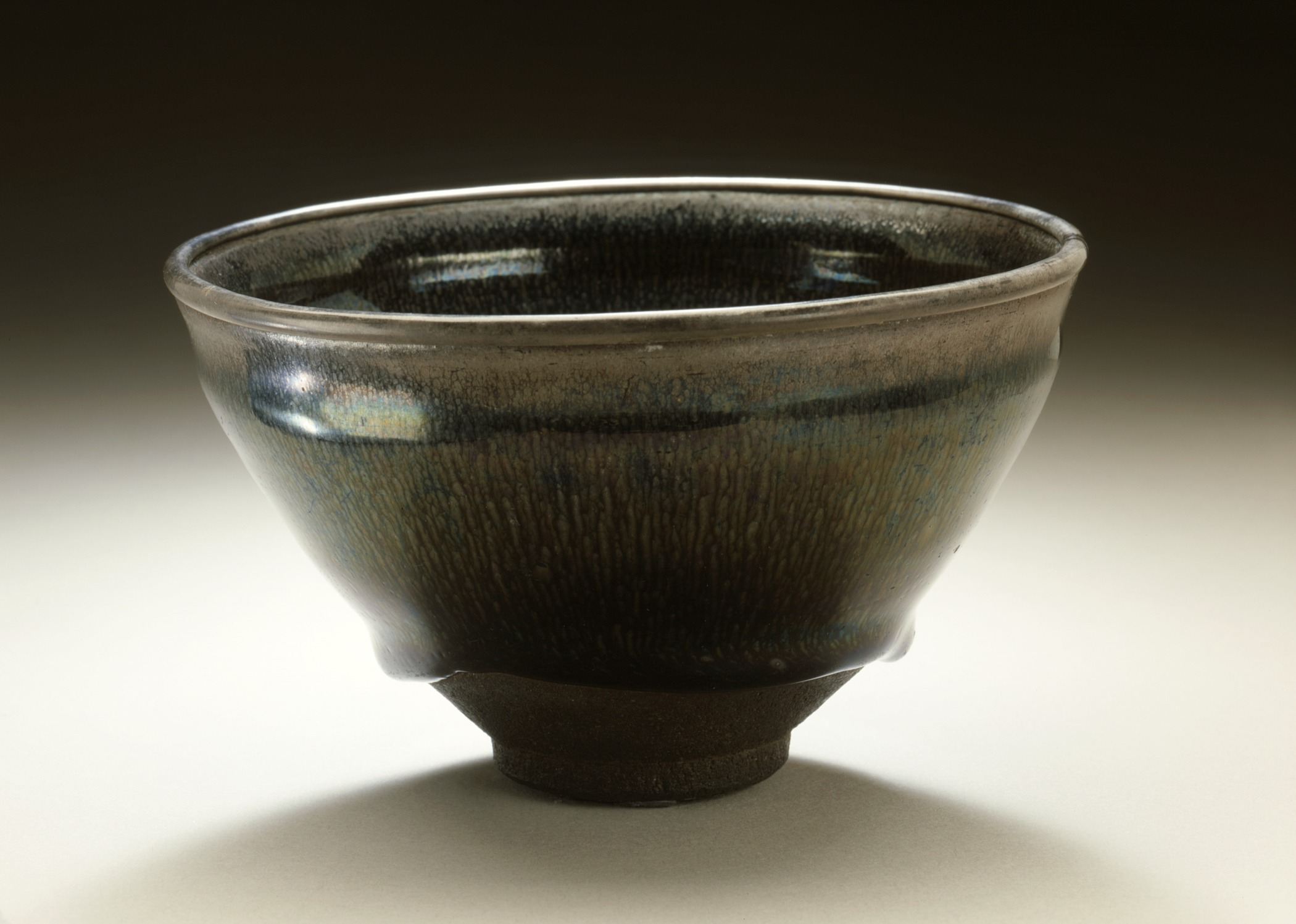
Czarka Tenmoku ze wzorem futerka zająca (Chiny, prowincja Fujian, południowa dynastia Song, 1127-1279)
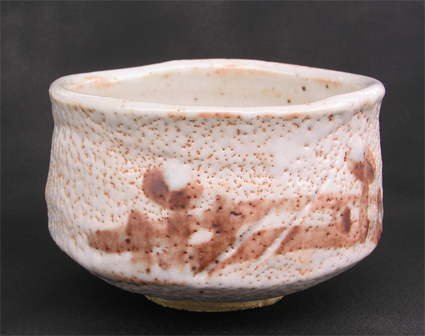
Shino-chawan do ceremonii (2015)
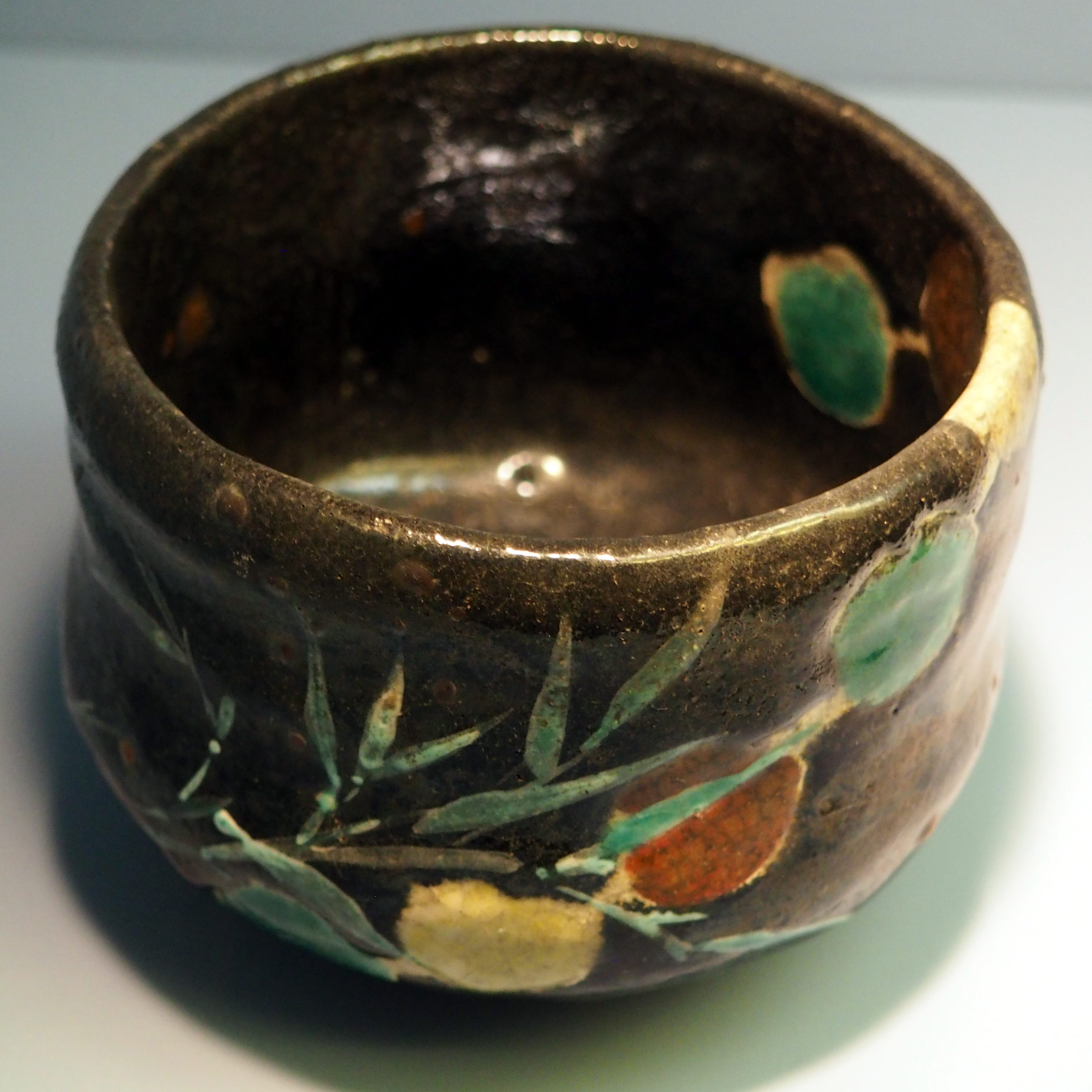
Chawan (1904)
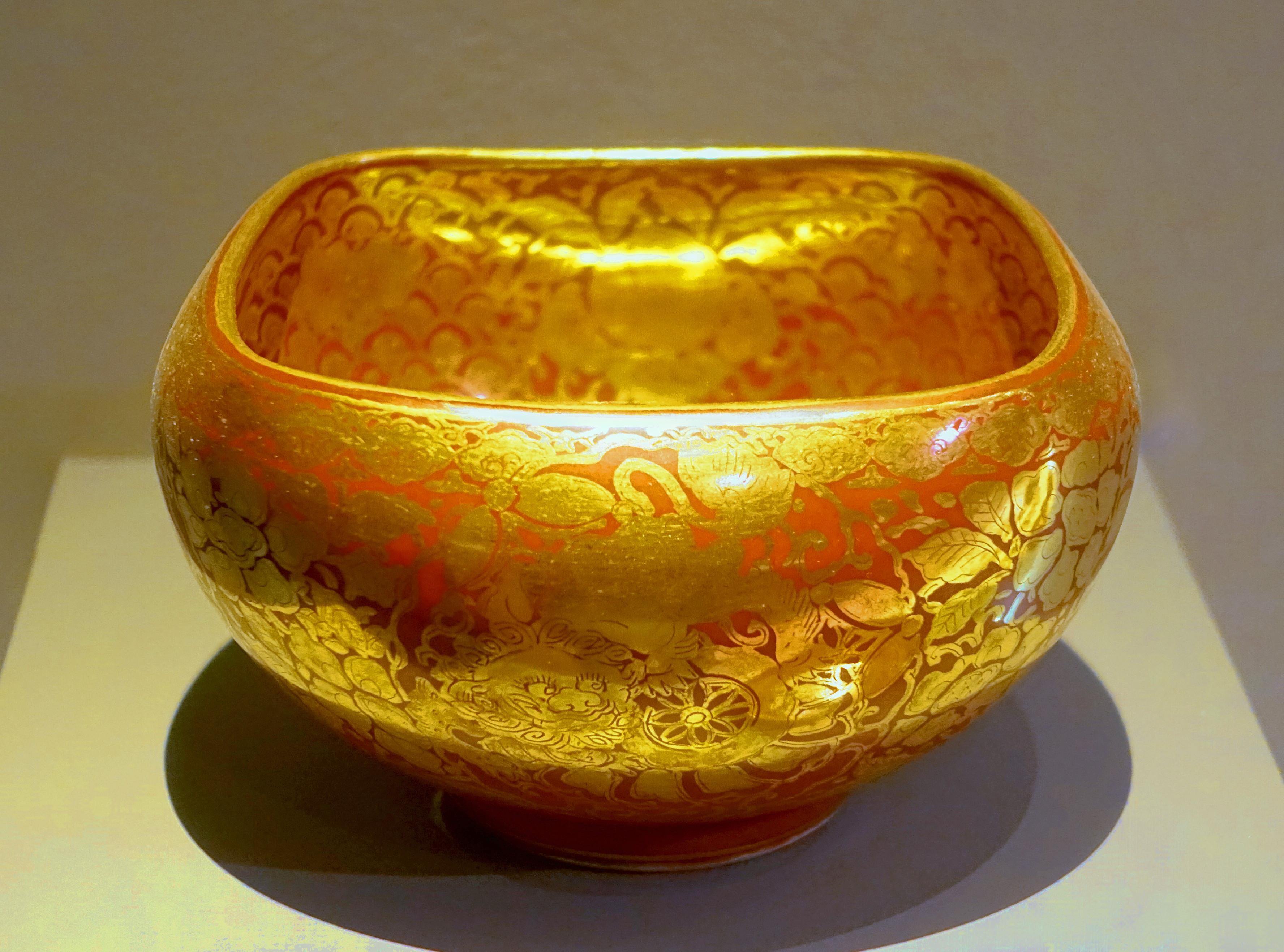
Styl kinrande, porcelana pokrywana złotem (ok. 1830)
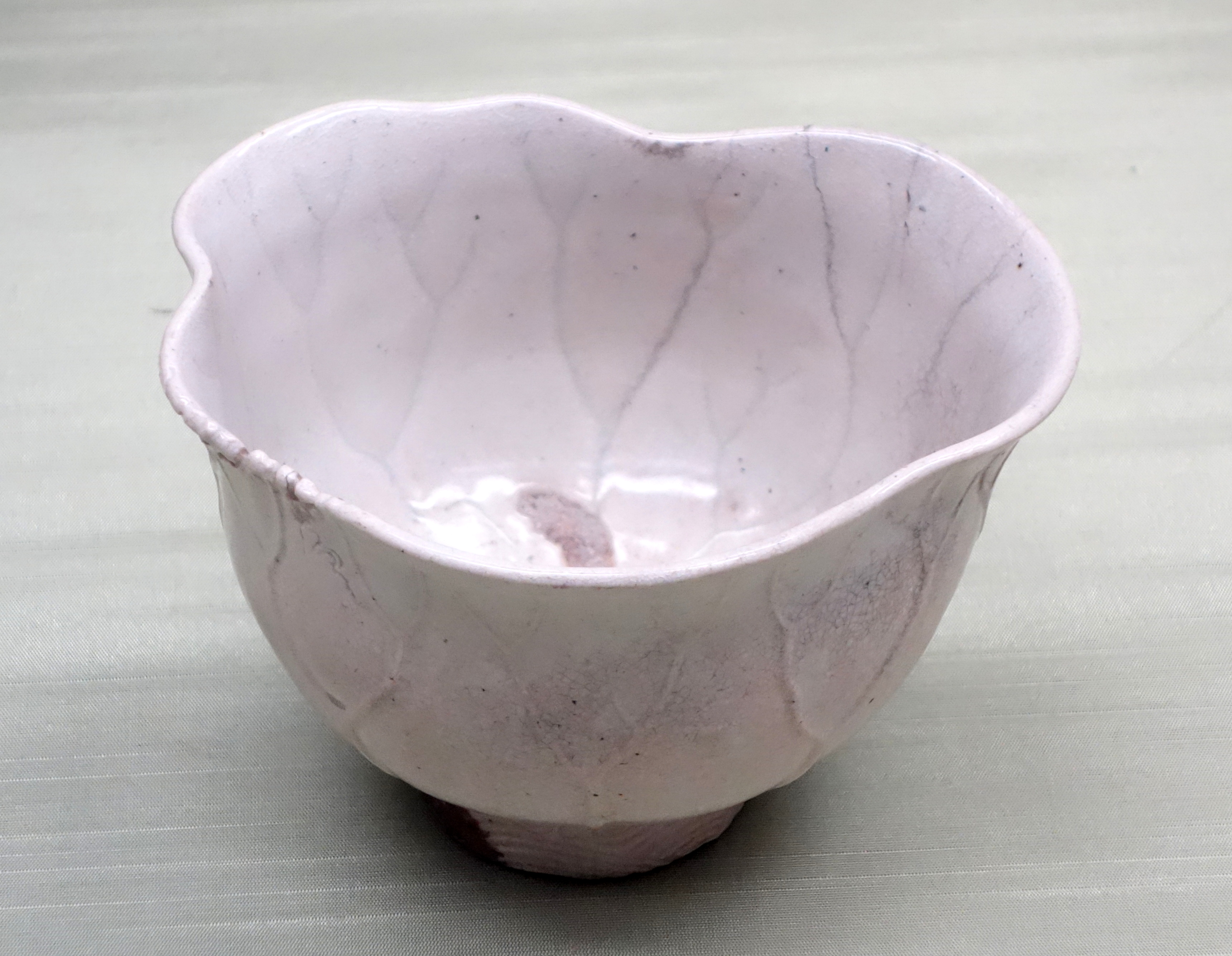
W kształcie liścia lotosu (XVII w.)
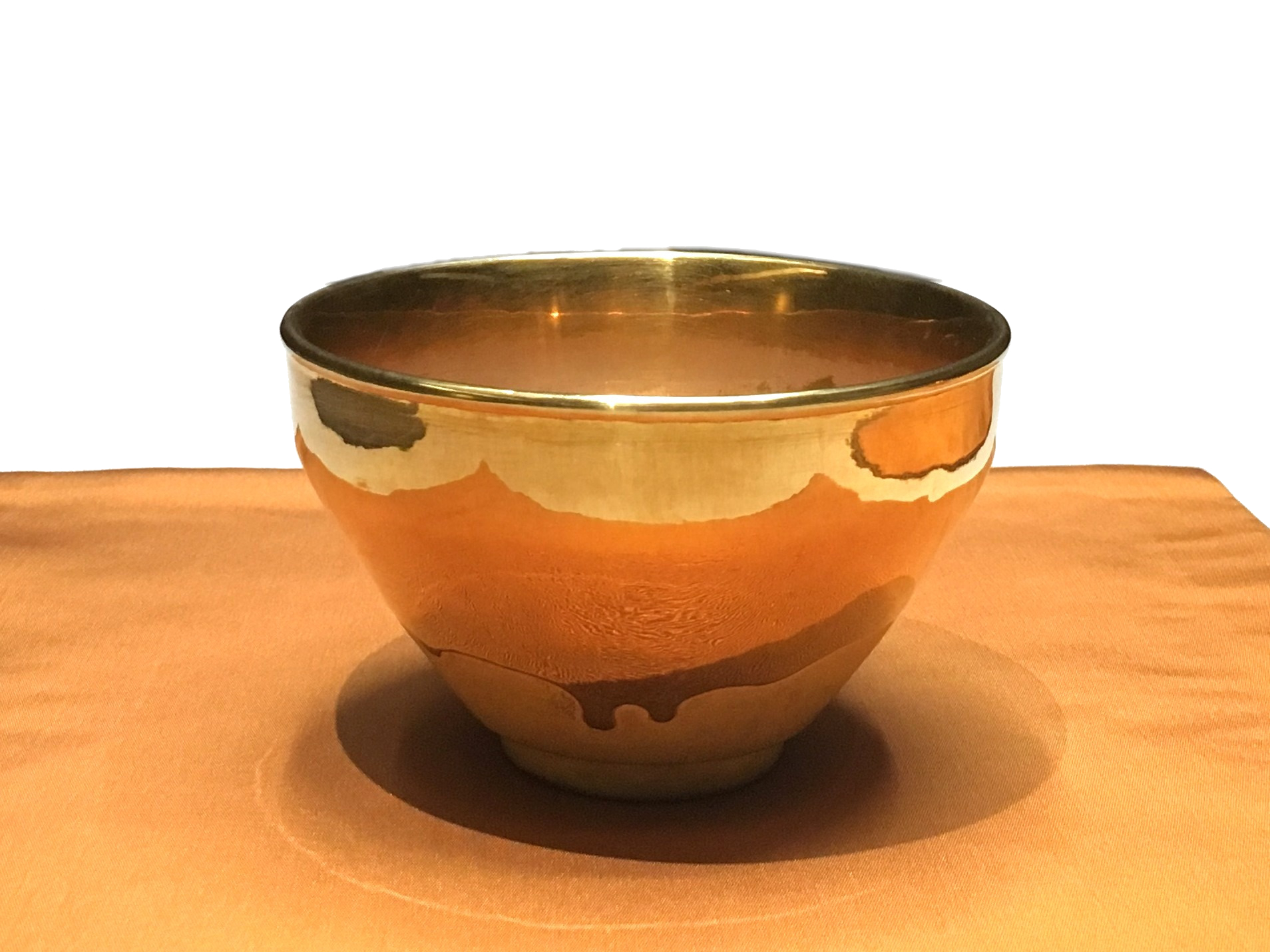
Złota tenmoku-chawan, okres Azuchi-Momoyama (1573-1603), przypisywana Hideyoshiemu Toyotomi (1536-1598)